# Георги Топалов
Георги Данаилов Топалов с псевдоним Дядо Георги е български партизанин.

## Биография
Роден е през 1893 година в разложкото село Горно Драглища в бедно семейство. Баща му е участник в боевете при Шипка, където е нанен и впоследствие умира. Синът му работи като ратай за да се препитава. Участва като доброволец в Балканската война в 1912 - 1913 година и служи в 15 щипска дружина на Македоно-одринското опълчение. Ранен е и се лекува в болницата в окупирания от Българската армия Одрин. При овладяването на Одрин от турците по време на Междусъюзническата война, раненият Топалов попада в плен и е изпратен в лагер в Мала Азия. По-късно е освободен.
Участва в Първата световна война и на фронта се сближава с Костадин Патоков, един от първите комунисти в Разложко.
В 1919 година Топалов влиза в БКП и е основател на организацията на партията в Горно Драглища. Участва в Септемврийското въстание през 1923 година, като организира група в помощ на въстаниците в Разлога. След въстанието, е взет като заложник от войводата на ВМРО Алеко Василев. Освободен, в 1925 година емигрира в Кралството на сърби, хървати и словенци, а оттам в СССР. Завършва четиригодишна партийна школа в Москва и работи в завода „Лихачов“, където дълги години е партиен секретар. През 1937 година, изпратен от Задграничното бюро на ЦК на БКП, се завръща в България и се установява в Горно Драглища. След десетина дена, властите го интернират в Смолян, където простоява 10 месеца. Връща се в Горно Драглища и работи в горскопроизводителната кооперация. В 1940 година отново е арестуван и измъчван.
През зимата на 1941 година става ятак на Разложката партизанска чета. Влиза в съпротивителното движение на 4 юли 1943 година заедно със синовете си Димитър и Иван и дъщеря си Надежда. Политически ръководител е в Партизански отряд „Никола Парапунов“ и заместник-политически комисар на Четвърта Горноджумайска въстаническа оперативна зона. Загива в битка с жандармеристи в местността Равен край Белица на 16 май 1944 година.